# Aleksandr Dumtjev
Aleksandr Dumtjev (ryska: Александр Думчев), född den 27 oktober 1961 i Moskva i Ryska SFSR, Sovjetunionen, är en sovjetisk roddare.
Han tog OS-silver i åtta med styrman i samband med de olympiska roddtävlingarna 1988 i Seoul.